# リデア
リデア株式会社（LIDEA CO., LTD.）は、かつて東京都港区に本社を置き、セレクトショップやブランドショップの運営を行っていた企業。

## 概要
1990年6月に大阪市北区にて設立。同年10月にセレクトショップである「STRASBURGO」（ストラスブルゴ）第1号店である「STRASBURGO大阪店」を大阪市中央区西心斎橋に開業。以降は「STRASBURGO」の他にも、ブランドショップである「KITON」（キートン）「CRUCIANI」（クルチアーニ）の運営や小売業者向けの卸売を行っていた。
2019年1月期には約81億1700万円の売上があった。しかし、積極的な出店や過剰仕入れなどにより収益が悪化。これにとどめを刺すように、2020年に入ってからは1月30日に創業者である田島淳滋が死去した他、商品の発注も半年前に行う必要があったため、2020年1月末時点の商品在庫の総額も約21億円へ膨らんだ。新型コロナウイルスの影響による臨時休業によって、同年4月・5月の売上が前年比80%以上低下するなど業績が悪化。
リデアはコロナ支援策を活用してデベロッパーとも賃料交渉を進めたものの、キャッシュアウトが継続し、2020年9月末時点で約6億円の最終損失を計上したと同時に債務超過へ転落。このため自力での再建を断念し、2020年11月17日に東京地方裁判所へ民事再生法の適用を申請。同日付で監督・保全命令を受けた。負債総額は約46億円。
リデアは民事再生法適用申請当日に、ワールドの子会社であるワールドインベストメントネットワークと日本政策投資銀行が共同出資して設立したW&Dインベストメントデザインと八木通商の2社とスポンサー契約を締結。リデアが手掛けていた事業は2021年2月1日付で、2020年12月15日にW&Dインベストメントデザインと八木通商が共同出資によって設立された株式会社ストラスブルゴへ譲渡された。なお、株式会社ストラスブルゴはリデアの有利子負債などの負債は継承しない。

## 沿革
- 1990年
  - 6月14日 - 大阪市北区で設立。
  - 10月 - 「STRASBURGO」（ストラスブルゴ）第1号店を大阪市中央区西心斎橋に開業。
- 1997年2月 - 東京事務所を開設。
- 2000年8月 - 本社を大阪市中央区西心斎橋へ移転。
- 2020年
  - 1月30日 - 創業者である田島淳滋が死去。
  - 11月17日 - 東京地方裁判所へ民事再生法適用を申請し、監督・保全命令を受ける。W&Dインベストメントデザインと八木通商の2社とスポンサー契約を締結。
- 2021年
  - 2月1日 - W&Dインベストメントデザインと八木通商が設立した株式会社ストラスブルゴへ事業を譲渡して事業停止。リデアは民事再生手続き継続。
  - 8月31日 - 登記上の本店所在地を大阪市中央区から本社所在地と同じ東京都港区へ移転。
- 2023年6月5日 - 法人格消滅[9]。